# Gmina Center (hrabstwo Cedar)

Położenie Gminy Center w hrabstwie Cedar

Gmina Center (ang. Center Township) – gmina w USA, w stanie Iowa, w hrabstwie Cedar. Według danych z 2000 roku gmina miała 3945 mieszkańców.